# Boris Galitzine
Le prince Boris Borissovitch Galitzine, né le 18 février 1862 à Saint-Pétersbourg et mort le 4 mai 1916 à Peterhof, est un physicien et explorateur russe, inventeur du sismomètre électromagnétique en 1906.
C'est l'un des fondateurs de la sismologie.

## Biographie
Membre de la famille Galitzine, il voyage en 1891 au Ladakh et au Cachemire et traverse le Kunlun et l'Himalaya par Yarkand.
En 1896, il mène une courte expédition en Nouvelle-Zemble.
Docteur en philosophie, membre de l'Académie des sciences et conseiller d'État, il invente en 1906 le premier sismographe électromagnétique et devient en 1911 Président de l'International Sesmiology Association.
Pour son voyage en Orient, il est mentionné par Jules Verne dans le chapitre XV de son roman Claudius Bombarnac
Le cratère lunaire Galitzine (en), de 36 km de diamètre, a été nommé en son honneur.